# CCTV-1
CCTV1 è il primo canale televisivo della televisione cinese (CCTV).
È una televisione generalista ed è ricevibile anche via cavo.

## Programmazione giornaliera
- 6:00: 朝闻天下
- 8:30: 生活圈
- 12:00: 新闻30分, Mezz'ora di notizie, semplice telegiornale;
- 12:38: 今日说法, Discorsi sulla legge, piccolo documentario riguardo a varie preoccupazioni civili o legali e riguardo ad un'argomentazione specifica, discussa da esperti;
- 19:00: 新闻联播, Notizie continue, o Notizie Nazionali
- 19:30: 天气预报, Previsioni metereologiche
- 19:38: 焦点访谈, Punto, tenta di far notare le oscurità della società;
- 20:05: 黄金档剧场Serie tv cinesi;
- 22:00: 晚间新闻, Notizie della sera.

Nota: questa programmazione rimane invariata da vent'anni circa.